# Kiosk

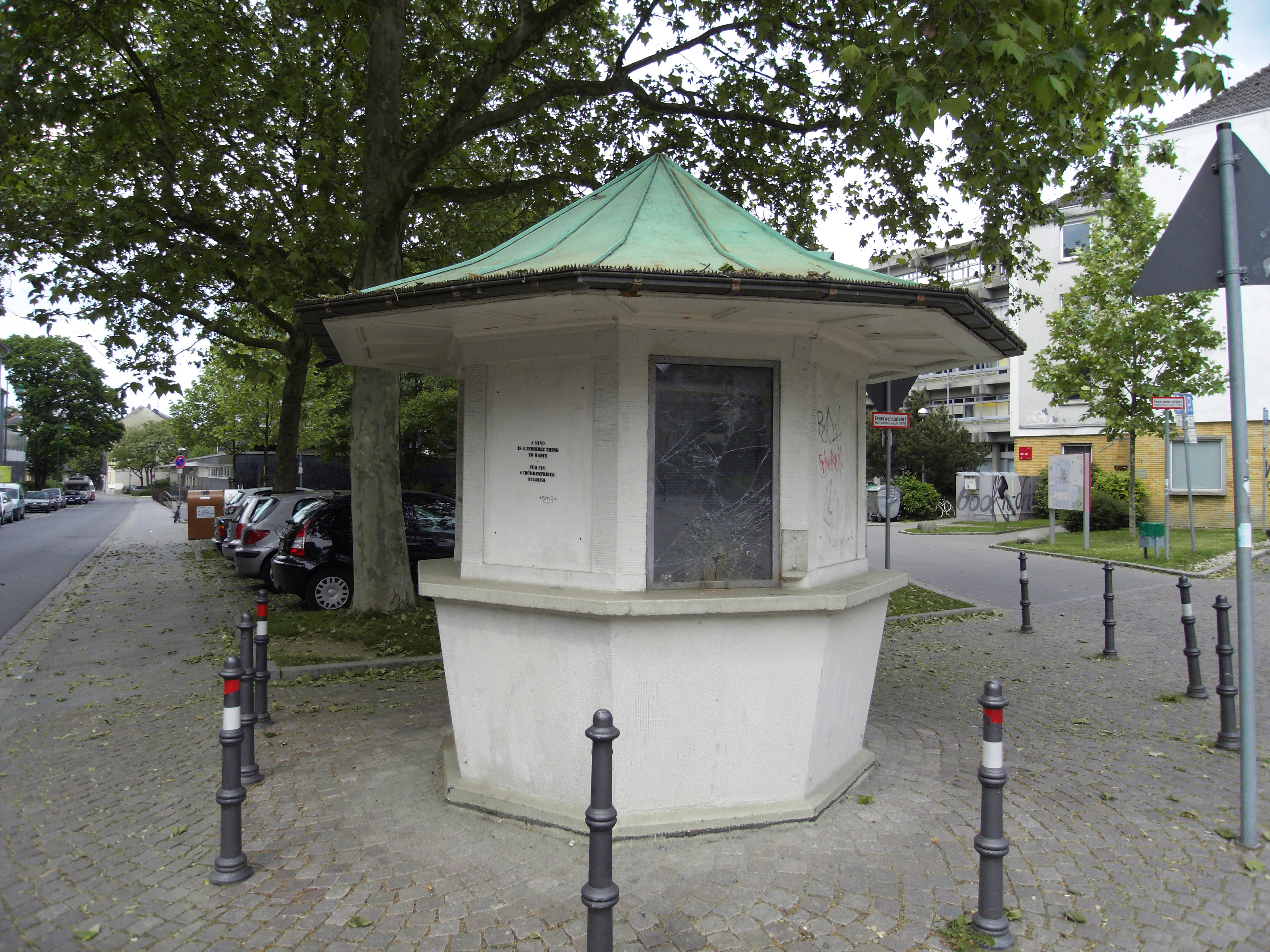
Kiosk von August Buxbaum am Kantplatz (Darmstadt)

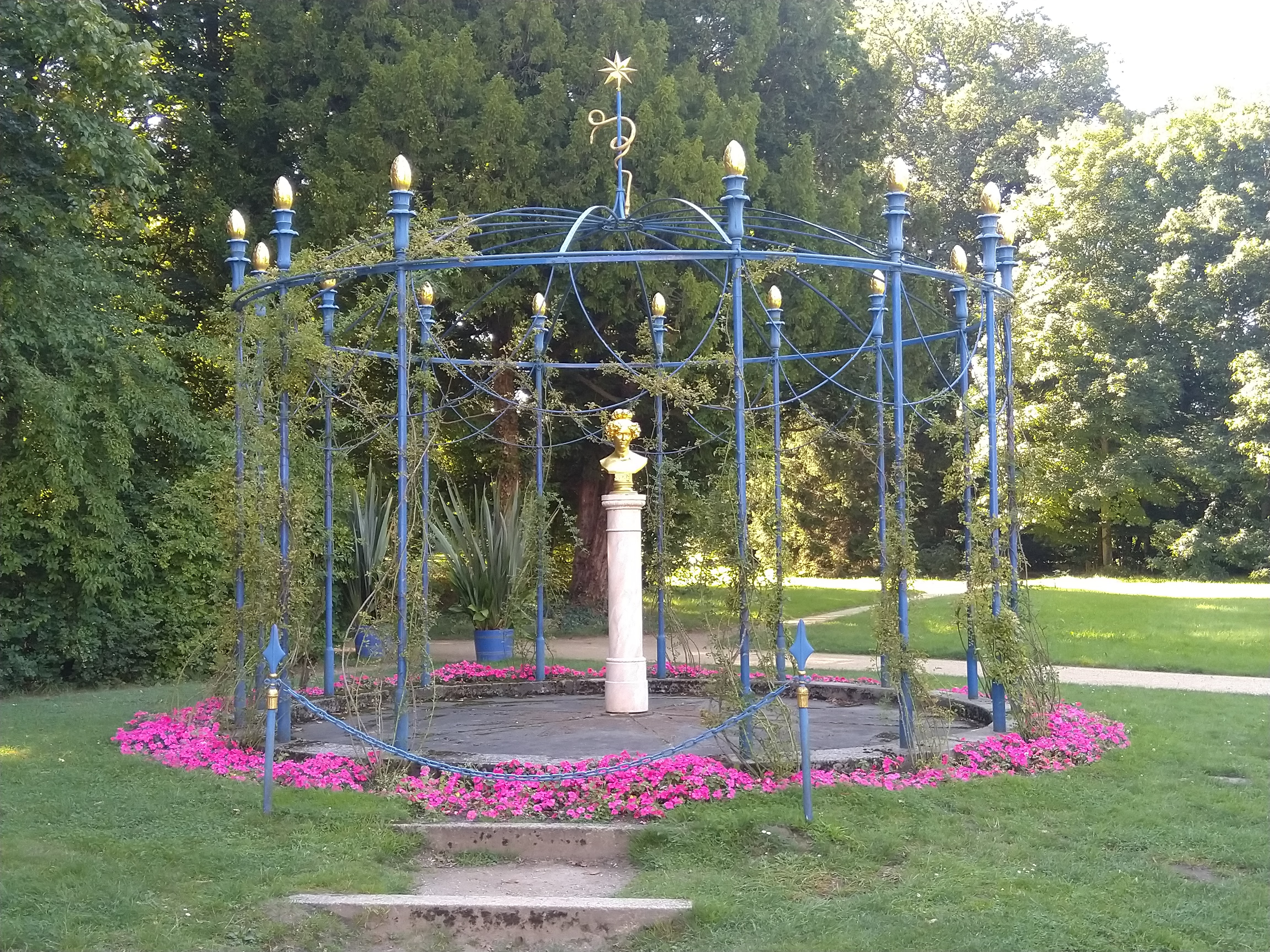
Henriette-Sontag-Kiosk im Branitzer Park

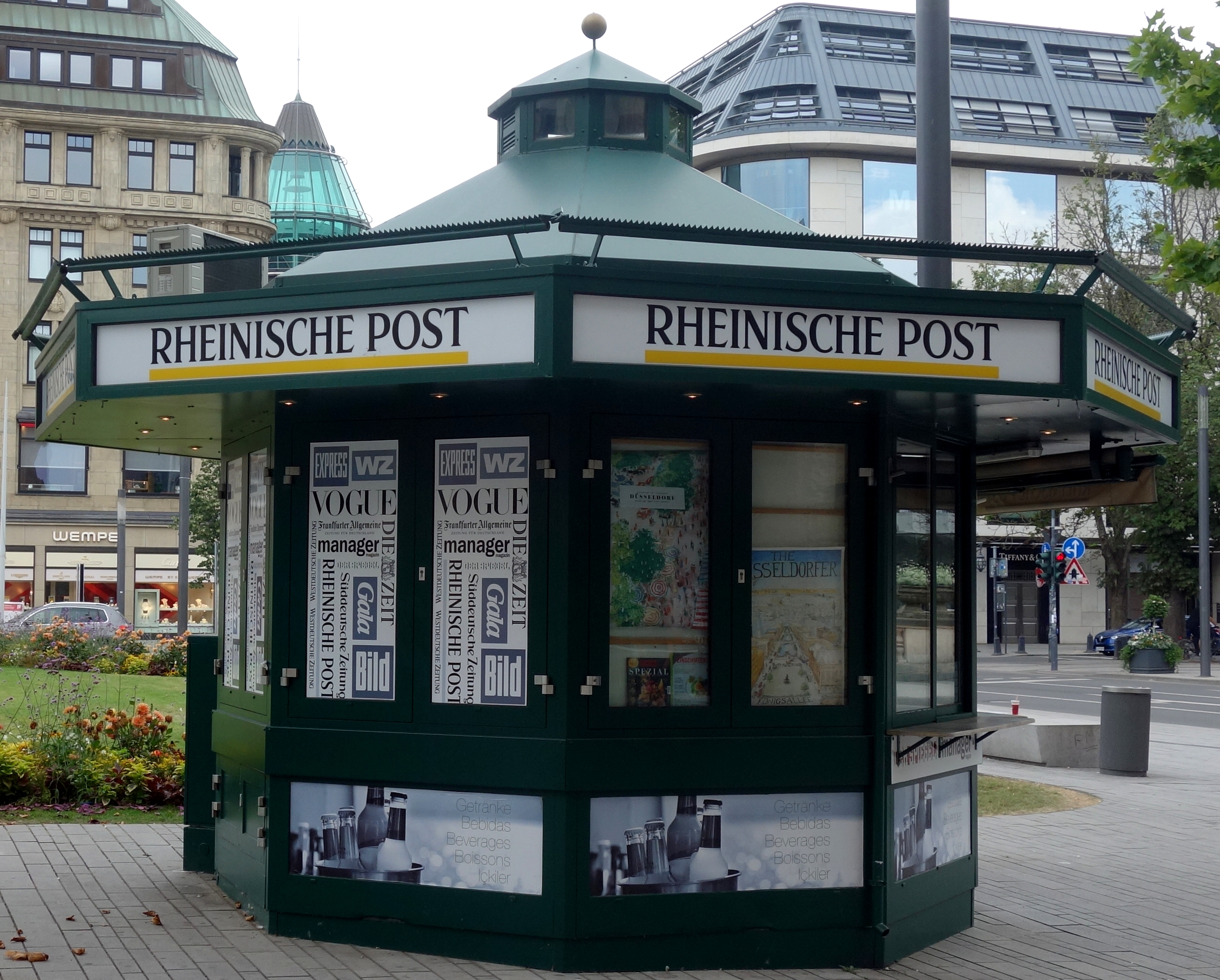
Alter Zeitungskiosk am Corneliusbrunnen in Düsseldorf

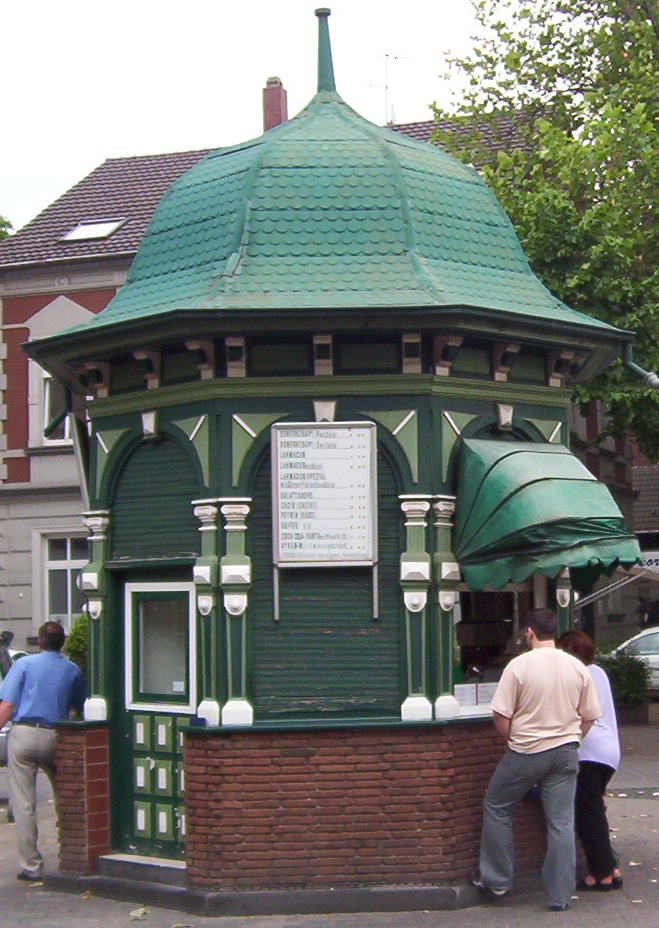
Grüner Pavillon am Altmarkt in Duisburg-Hamborn – ältester Duisburger Kiosk von 1890

Ein Kiosk (vor dem 18. Jahrhundert entlehnt über französisch kiosque, aus italienisch chiosco, aus spanisch quiosco, von osmanisch كوشك Köšk „Gartenpavillon“, aus persisch کوشک Kūšk) ist heute im allgemeinen Sprachgebrauch die Bezeichnung für eine kleine Verkaufsstelle in Form eines Häuschens oder einer Bude. Je nach den verkauften Artikeln tragen die Kioske entsprechende Zusätze wie Zeitungs- oder Blumenkiosk. Ein Beispiel ist die Trinkhalle.
Ursprünglich war ein Kiosk ein nach mehreren Seiten geöffneter, freistehender Pavillon in Park- und Palastanlagen im islamischen Kulturraum. Im 19. Jahrhundert wurden aber auch Gartenpavillons in Parkanlagen als Kioske bezeichnet „von welchen aus man den Anblick einer schönen Landschaft genießt“. Im Branitzer Park wird eine allseitig offene und rosenumrankte Metallkonstruktion, die allein der Verehrung der Primadonna Henriette Sontag (1806–1854) diente, als Kiosk bezeichnet.
Der traditionelle Grundriss war oft polygonal oder viereckig mit mehreren Bogenöffnungen. Von Funktion und Form her bestehen mehr oder weniger enge Verwandtschaften zu einem Pavillon, einer Pergola oder einem orientalischen Zelt. „Die meisten Gebäude waren einstöckig und hatten nur einen Raum; andere, etwas größere Bauten waren mit einem weiteren Stockwerk, mehreren Räumen, einer Säulenvorhalle oder rundum verlaufenden Arkaden ausgestattet.“

## Begriffsgeschichte

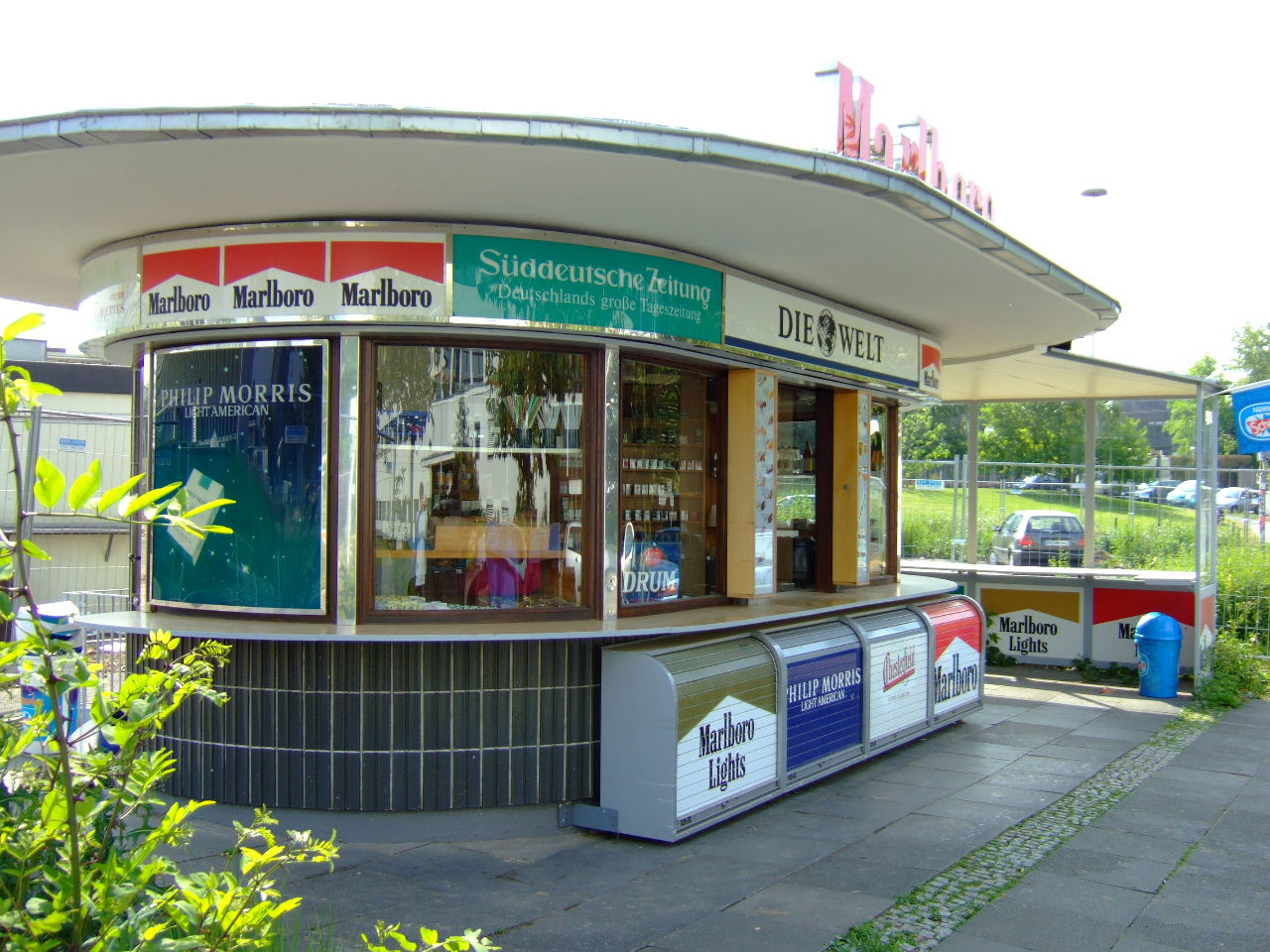
Bundesbüdchen

Der Ursprung des Wortes Kiosk liegt im mittelpersischen kūšk, das in derselben Form und Bedeutung ins Neupersische (كوشك) übernommen wurde und einen Pavillon oder ein Gartenhaus bezeichnet. Von dort gelangte der Begriff in gleicher Schreibweise ins Osmanische und als köşk ins moderne Türkische. In der türkischen Sprache blieben beide Bedeutungen erhalten. Anfang des 18. Jahrhunderts wurde das Wort ins Französische übertragen und zu kiosque; von dort wurde es in andere europäische Sprachen und auch ins Deutsche übernommen.
Im 18. Jahrhundert war das Wort Kiosk in Deutschland bekannt, wurde aber nur mit der osmanischen Architektur in Verbindung gebracht. Laut Johann Georg Krünitz verstand man darunter „ein Gebäude bey den Türken, welches in etlichen nicht gar zu hohen Säulen besteht, die also gesetzt sind, daß sie einen […] Raum umgeben, der mit einem Zelt-Dache bedeckt […] ist. Dergleichen Lust-Gebäude oder offener Säle bedienen sich die Türken in ihren Gärten und auf Anhöhen, die frische Luft und angenehme Aussicht zu genießen.“ Der Begriff „Lust-Gebäude“ bezieht sich auf die Tätigkeit des Lustwandelns.
Zu Anfang des 19. Jahrhunderts bezeichnete im Deutschen ein Kiosk Gartenpavillons, „von welchen aus man den Anblick einer schönen Landschaft genießt […], damit sie einigen Schutz gegen Wetter und Sonnenstrahlen und zugleich selbst einen freundlichen Anblick gewähren. Sie bestehen gewöhnlich aus einigen rohen Säulen von Baumstämmen, welche ein Dach von Stroh oder Holz tragen, und sind unten mit einem einfachen Geländer eingefaßt.“ Abweichend davon wurde der Henriette-Sontag-Kiosk im Pleasureground des Branitzer Parks als rosenumrankte Metallkonstruktion errichtet. In dessen Mitte stellte Fürst Hermann von Pückler-Muskau 1861 eine vergoldete Büste der von ihm verehrten Primadonna Henriette Sonntag auf.
Nach 1900 waren die Pavillons als Aussichtspunkte aus der Mode gekommen und die Bezeichnung wurde auf kleine, freistehende Verkaufsbuden in den Städten übertragen.
Im August 1905 berichtete die Vossische Zeitung, dass in Berlin am Leipziger Platz der erste Zeitungskiosk aufgebaut wurde.

## Kulturgeschichte

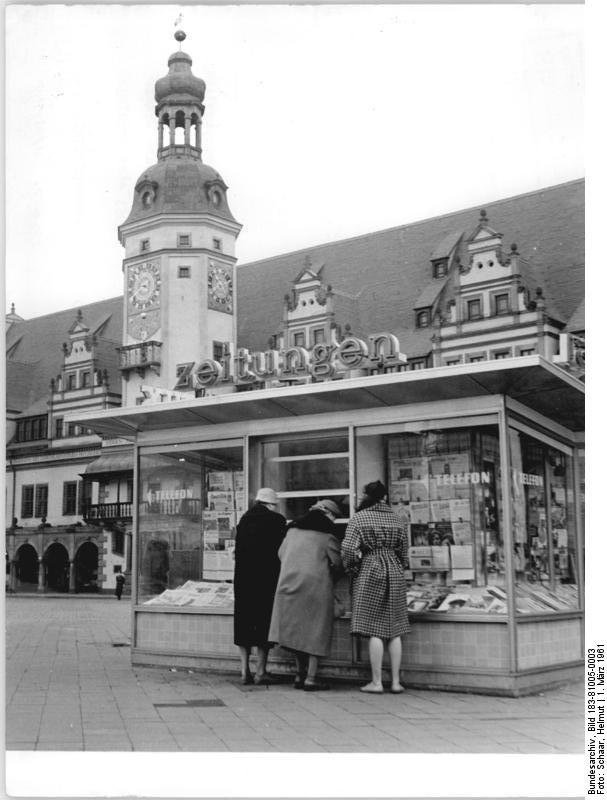
Zeitungskiosk auf dem Leipziger Markt (1961)

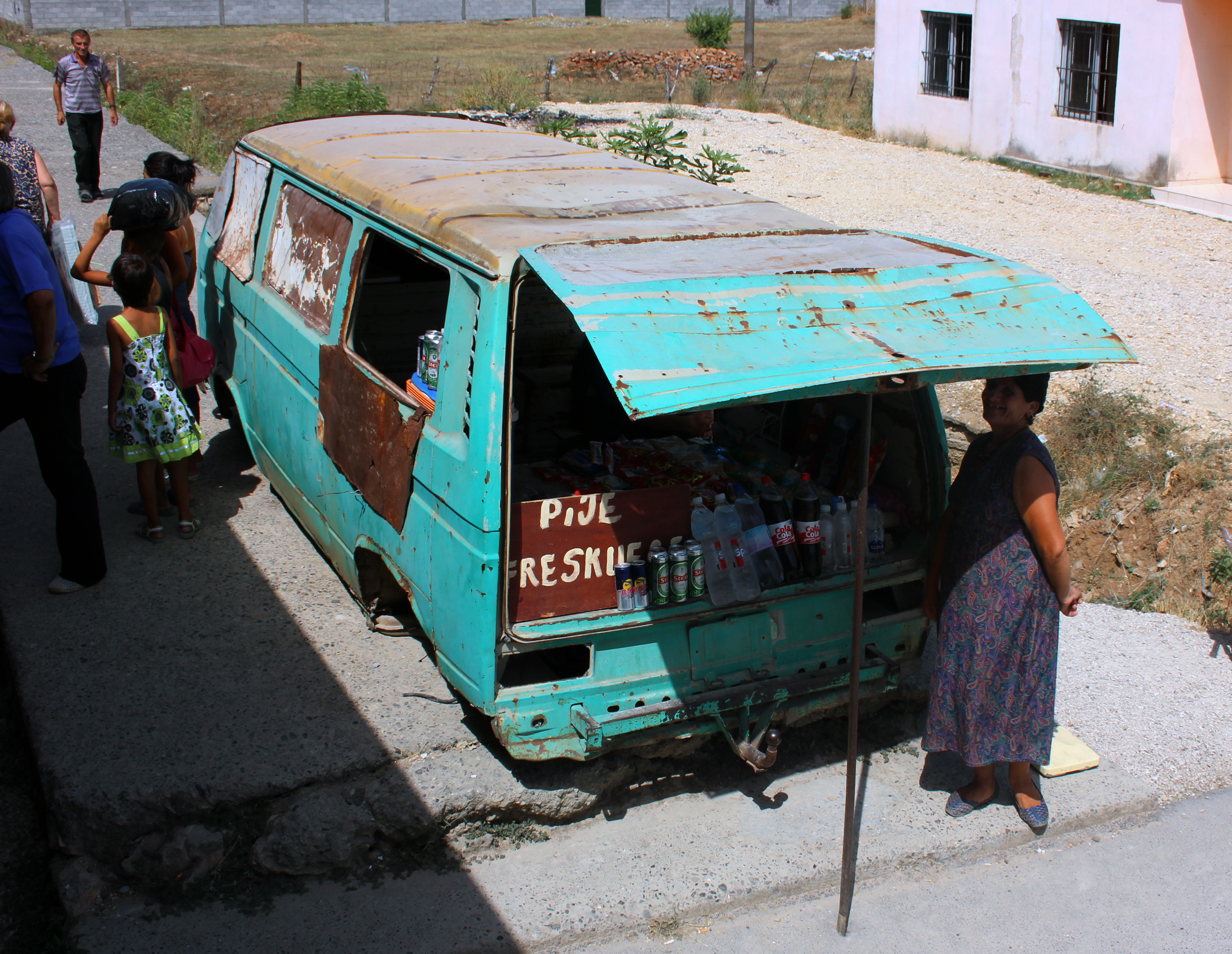
Kiosk auf einem Bahnsteig in Albanien

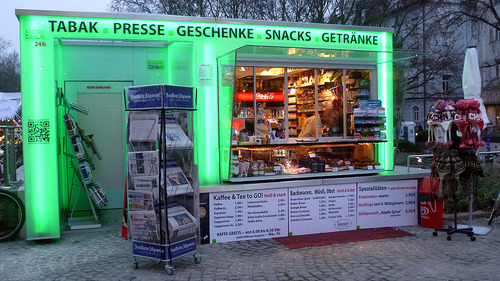
24-Stunden-Kiosk in München

Kioskartige Gebäude gibt es seit dem 13. Jahrhundert in Persien, Indien und im osmanischen Reich. Im Topkapı-Saray in Istanbul sind einige Beispiele erhalten (Çinili-Kiosk von 1466, Revan- und Bagdad-Kiosk von 1635, Kiosk des Kara Mustafa Pascha aus dem 18. Jahrhundert und Kiosk des Abd ül-Mejid von 1840). Die orientalischen Kioske waren wichtige Elemente der Gartenarchitektur und dienten den Wohlhabenden als Sommerhäuser in ihren Privatanlagen. Mit dem Ende des Osmanischen Reiches ging das Interesse an dieser Form der höfischen Architektur verloren.
Im Zusammenhang mit der Vorliebe für den asiatisch-orientalischen Stil im 18. Jahrhundert gelangte die Bauform – meist frei auf Säulen stehend und seitlich mit Gitterwerk verschlossen – nach Europa als Teil der gestalteten Parkanlagen, die viele Herrscher anlegen ließen. Erwähnt werden sie zum ersten Mal in England.
Beispiel für Kioskbauten gibt es auch in den Anlagen von Stanislaus I., Herzog von Lothringen und Bar, in Lunéville (Pavillon du Trèfle), und des französischen Königs Ludwig XV. Markante Beispiele in Deutschland sind u. a. das 1755 begonnene Chinesische Haus in Potsdam wie auch die von Ludwig II. von Bayern bei Schloss Linderhof oder im Wintergarten der Münchner Residenz erbauten.
Im 19. Jahrhundert hielt der Kiosk Einzug als Verkaufspavillon in die großen öffentlichen Parks von Paris, später auf die großen Boulevards. Zunächst wurden hier nur Zeitungen und Blumen verkauft, später auch Erfrischungen. Auch die Wortneuschöpfung Boulevardzeitung hat hier ihren Ursprung. Einige dieser berühmten Pariser Kiosques sind noch bis heute erhalten. In Griechenland leitet sich die Bezeichnung des Kiosks (Periptero) von der Tempel-Bauform Peripteros ab.
Im allgemeinen Sprachgebrauch wurde der Kiosk im Deutschen seit dem 19. Jahrhundert mit einem kleinen Verkaufsstand gleichgesetzt, an dem Tabakwaren, Süßigkeiten, Getränke, Zeitungen usw. verkauft werden. Im Ruhrgebiet und im Rheinland sowie im Raum Hannover werden solche Kioske auch Trinkhalle genannt, im Rhein-Main-Gebiet Wasserhäuschen, andernorts Bude oder Büdchen. Im Zuge eines sich rasch verändernden Einzelhandels verschwanden auch viele Kioske in der Zeit vor der Jahrtausendwende. Seitdem aber kehrten sie, oft betrieben von Menschen mit vorder- oder ostasiatischer Zuwanderungsgeschichte, vermehrt zurück. Dabei befinden sich die Verkaufsstellen nun häufig in kleinen Ladenlokalen, die früher anderweitig genutzt wurden. Überall wo die Bezeichnung Kiosk für solche Verkaufsstellen gängig ist, findet sich ein entsprechender Schriftzug auf der Eingangsfront. Dies belegt die im allgemeinen Sprachgebrauch längst entfallene enge Bindung des Begriffs an die pavillonähnliche Bauform, die für die kunstgeschichtliche Definition bestimmend ist.
Die ältesten deutschen Verkaufskioske boten Getränke an, erst seit Anfang des 20. Jahrhunderts auch Zeitungen. Bekannt ist das denkmalgeschützte Magdeburger Sahneröschen. In der Region Hannover gibt es derzeit (2024) 391 Kioske, davon rund 300 in der Stadt Hannover, einige davon stehen unter Denkmalschutz.
Als Vater des Kioskgewerbes in der Schweiz gilt der Buchhändler Frédéric Zahn, der sich 1883 von den Kolporteuren inspirieren ließ und im Bahnhof Le Locle den ersten Schweizer Kiosk eröffnete. Diese boten im Anstellungsverhältnis der großen Tageszeitungen deren Ware im Handverkauf feil. Mit der zunehmenden Bedeutung des Bahnverkehrs fand der Berufsstand über Frankreich und Italien in der französisch- und italienischsprachigen Schweiz Verbreitung. Zahn machte sich die Bewegung zu eigen, indem er am Bahnhof von Le Locle unter Zuhilfenahme eines Tisches Bücher und Zeitungen an die Pendler verkaufte. Damit legte er den Grundstein für die größte Kioskbetreiberin in Europa, die Valora-Gruppe mit beinahe 2000 Verkaufsstellen in Deutschland, der Schweiz, Österreich und Luxemburg.
Obwohl heute in Kiosken häufig Alkoholika verkauft werden, waren die frühen Kioske mit der Antialkoholbewegung verbunden. Das gilt einerseits für Mineralwasserhäuschen, die seit den 1840er Jahren mit Kohlensäure versetztes Wasser, später dann auch Limonaden oder Speiseeis verkauften. Anderseits entstanden seit der Jahrhundertwende hunderte von Milchhäuschen, zumal in der rheinisch-westfälischen Industrieregion. Der Zusammenbruch der Milchversorgung im und nach dem Ersten Weltkrieg führte zu einer Ausweitung der Sortimente. Alkoholika wurden jedoch erst nach dem Zweiten Weltkrieg üblich.

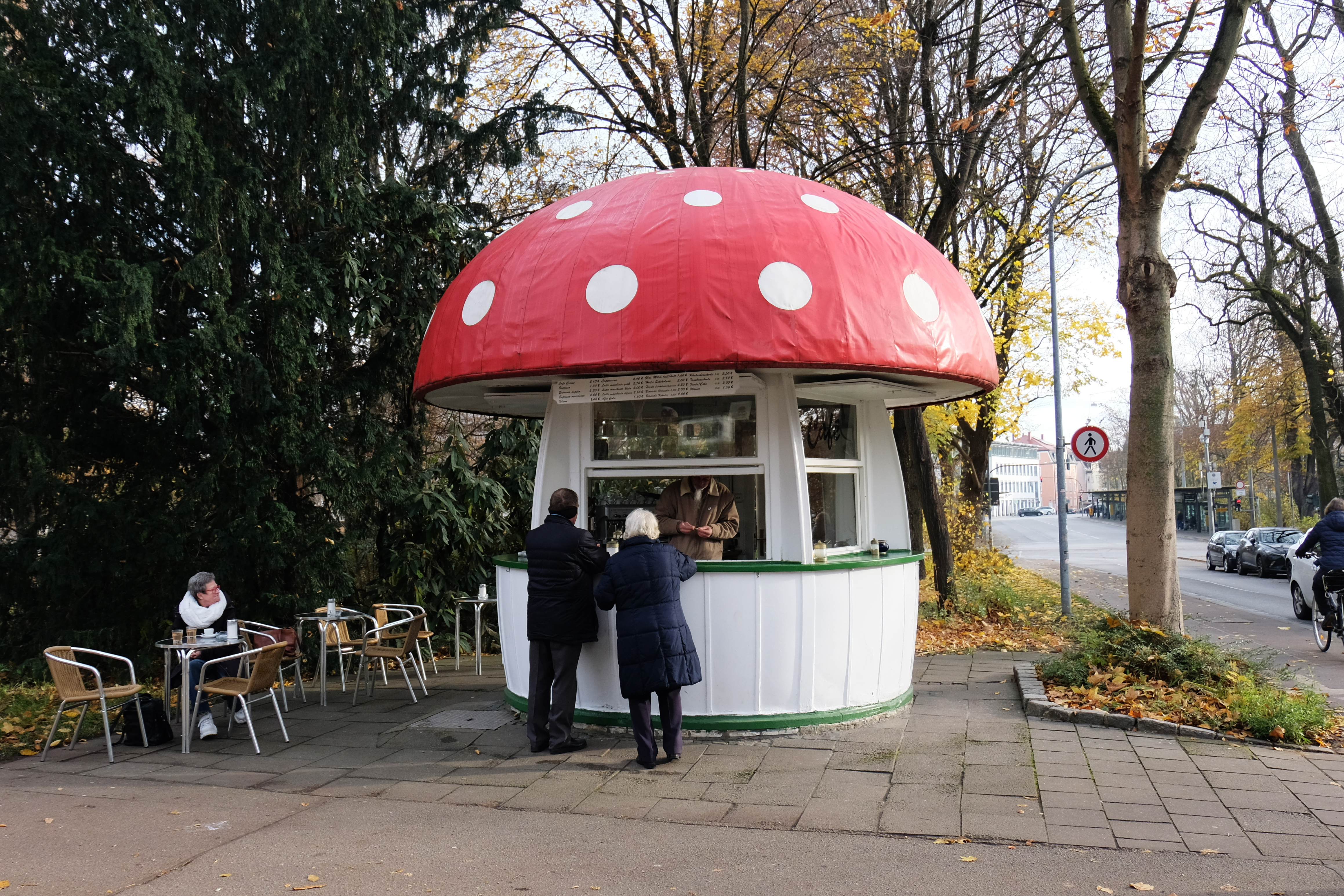
Kiosk in Form eines Fliegenpilzes in Regensburg (2019)

In den 1950er Jahren baute die Firma Waldner insgesamt 50 Kioske in Fliegenpilzform, die ursprünglich zum Verkauf von Molkereiprodukten gedacht waren und auch exportiert wurden. Die heute noch existierenden Exemplare stehen inzwischen teilweise unter Denkmalschutz.

## Gewerberecht
Das Betreiben eines Kiosks in Deutschland erfordert meist nur eine Gewerbeanmeldung, so dass dies für jede Person einfach und schnell ohne weitere Erlaubnis zu erreichen ist. Je nach Ausstattung und Sortiment des Kiosks kann es sein, dass weitere Auflagen für z. B. Toiletten, Lebensmittel, Alkoholverkauf etc. erfüllt werden müssen; in manchen Fällen kann dann eine umfangreichere Gaststättenkonzession notwendig sein.

## Altägyptischer Kiosk

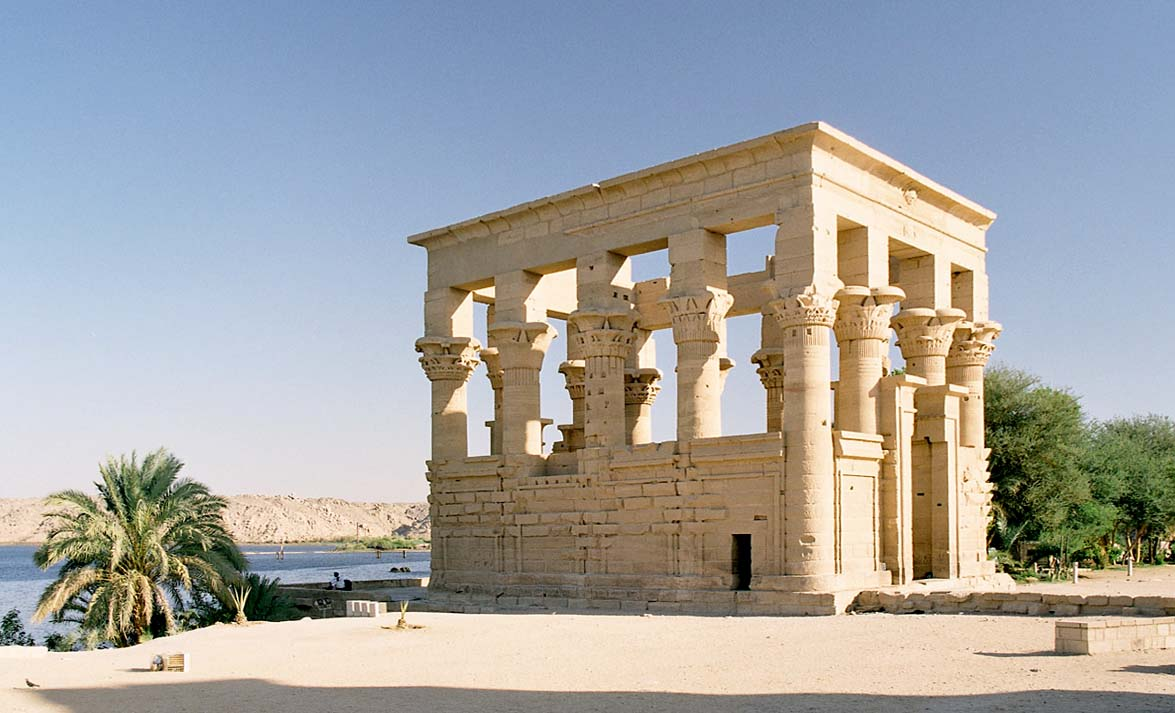
Kiosk des kleinen Tempels der Hathor, Philae

In der altägyptischen Architektur werden auch Gebäude, die bei Prozessionen dem vorübergehenden Abstellen von Heiligtümern dienten, fachsprachlich Kiosk genannt (zum Beispiel der Kiosk Sesostris’ I. in Karnak, auch Weiße Kapelle genannt).